# Poljče (Braslovče, Slovenija)
Poljče je naselje u slovenskoj Općini Braslovči. Poljče se nalazi u pokrajini Štajerskoj i statističkoj regiji Savinjskoj. 

## Stanovništvo
Prema popisu stanovništva iz 2002. godine naselje je imalo 57 stanovnika.